# Эрнандес Гарсия, Эктор
Эктор Эрнандес Гарсия (исп. Héctor Hernández García; 6 декабря 1935, Гвадалахара — 15 июня 1984) — мексиканский футболист, выступавший на позиции нападающего. Участник чемпионата мира 1962.

## Биография

### Клубная карьера
Профессиональную карьеру начал в 1954 году в клубе «Депортиво Оро». В сезоне 1955/56 Эрнандес стал лучшим бомбардиром чемпионата Мексики, забив 25 голов, а его команда заняла второе место в лиге.
В 1958 году подписал контракт с клубом «Гвадалахара», с которым шесть раз становился чемпионом Мексики, выигрывал Кубок и пять трофеев Чемпион чемпионов, а также стал победителем первого розыгрыша Кубка чемпионов КОНКАКАФ в 1962 году. Последний сезон на профессиональном уровне провёл в клубе «Нуэво-Леон». Завершил карьеру в 1967 году.
После завершения игровой карьеры работал тренером.

### Карьера в сборной
В 1962 году был включён в состав сборной Мексики на чемпионат мира 1962 года, проходивший в Чили. На турнире Эрнандес принял участие в трёх матчах группового этапа и отметился забитым голом в матче последнего тура со сборной Чехословакии (3:1), однако выйти из группы Мексика не смогла.

## Смерть
В июне 1984 года, возвращаясь домой из Гвадалахары, где он навещал свою семью, в Колиму, где в то время тренировал команду «Loros de la Universidad de Colima», автобус, на котором он ехал, попал в аварию. Эрнандес получил серьёзный перелом черепа, в результате которого он — единственный из 27 пассажиров — вскоре скончался

## Титулы и достижения
- Чемпион Мексики (6): 1958/59, 1959/60, 1960/61, 1961/62, 1963/64, 1964/65
- Вице-чемпион Мексики (1): 1962/63
- Обладатель Кубка Мексики (1): 1963
- Обладатель трофея Чемпион чемпионов Мексики (5): 1959, 1960, 1961, 1964, 1965
- Победитель Лиги чемпионов КОНКАКАФ (1): 1962
- Финалист Кубка чемпионов КОНКАКАФ (1): 1963